# 劉宏柏
劉宏柏（1995年11月12日—）為臺灣男子籃球運動員，場上位置為大前鋒。

## 生平
劉宏柏是阿美族人，就讀青年高中二年級時收下101學年度高中籃球聯賽籃板王，大學進入國立高雄師範大學，大一取得教程資格，2018年大學畢業後投入超級籃球聯賽新人選秀會但落選，之後服志願役四年，2021年10月加盟T1聯盟桃園雲豹，賽季開打前在訓練時右腳阿基里斯腱斷裂導致賽季報銷。